# Весёлкин, Алексей Алексеевич
Алексе́й Алексе́евич Весёлкин (21 ноября 1961, Москва — 26 марта 2025, Москва) — советский и российский актёр, режиссёр, теле- и радиоведущий, шоумен. Заслуженный артист Российской Федерации (1996).

## Биография

### Ранние годы
Родился 21 ноября 1961 года в Москве в семье эстрадных танцоров «Москонцерта». В девятом классе впервые снялся в кино.
В 1983 году окончил Театральное училище имени Щукина.

### Карьера
После окончания училища был принят в труппу Центрального детского театра (ныне — РАМТ), где работал вплоть до смерти.
В 1987 году стал лауреатом на смотре «Театральная весна».
В 1996 году удостоен почётного звания «Заслуженный артист Российской Федерации».
В 1980-е годы был одним из лучших исполнителей брейк-данса в Москве. Летом 1987 года снялся в фильме «Диск-жокей», где исполнил брейк-данс в стиле «робот».
С начала 1980-х годов активно работал на телевидении. В 1991 году стал ведущим телешоу «50х50» на 1-м канале Останкино, а в 1992 году его соведущей стала Ксения Стриж. В одном из выпусков программы от 15 марта 1992 года ведущие Весёлкин и Стриж объявили о появлении в эфире группы «Мальчишник» с песней «Секс без перерыва», сымитировав одну из поз занятия сексом. После эфира разразился скандал, в результате которого уволили выпускающего редактора программы.
Алексей Весёлкин был ведущим первого в России телемагазина, в 2001 году рекламировал средство для увеличения сексуальной привлекательности «Формула любви», за что был удостоен шуточной премии «Серебряная калоша».
В 2006 году вёл конкурс «Мисс Москва».
С 2011 года работал на канале «Раз ТВ», на котором вёл программы «Опять 25», «Балда» и «Проще говоря», а в 2011 и 2012 годах — «Разные новости».
С 2008 по 2012 год являлся ведущим шоу «Разум и чувства» совместно с Верой Кузьминой, а в 2012 году соведущим шоу «Программа П» совместно с Сергеем Стиллавиным, Рустамом Вахидовым и Викторией Колосовой на радио «Маяк».
22 октября 2012 года был временно отстранён от эфира в связи с громким скандалом, связанным с насмешками над болезнью в прямом эфире. Радиостанция «Маяк» была вынуждена закрыть рубрику «Болячки», в которой в популярной форме обсуждались серьёзные болезни, и уволить её ведущих Викторию Колосову и Алексея Весёлкина из-за скандала с оскорблением больных муковисцидозом. Выпуск программы, в ходе которой ведущие откровенно смеялись над тяжёлой наследственной болезнью, вызвал шквал критики в адрес радиостанции. Роскомнадзор, нашедший в поведении ведущих нарушение Закона о СМИ, воспользовался случаем, чтобы ускорить принятие Кодекса профессиональной этики журналистов.
С 2015 по 2016 год вёл шоу «Вера. Надежда. Алексей» совместно с Верой Кузьминой (с марта 2016 года — с Денисом Николаевым). С осени 2016 года вёл программы «Сергей Стиллавин и его друзья» и «Хочу всё знать» на радио «Маяк».
19 мая 2021 года награждён Благодарностью Президента Российской Федерации за заслуги в развитии отечественной культуры и искусства, многолетнюю плодотворную деятельность.

### Болезнь и смерть
В течение длительного времени боролся с онкогематологическим заболеванием, от которого скончался 26 марта 2025 года в возрасте 63 лет в Москве.
Прощание прошло 29 марта в РАМТе. Похоронен на Троекуровском кладбище Москвы.

### Общественная позиция
В марте 2022 года поддержал вторжение России на Украину.

### Личная жизнь
Жена — Татьяна Весёлкина (род. 1965), актриса театра РАМТ, актриса дубляжа (её голосом говорит Арнольд в мультсериале «Эй, Арнольд»), телеведущая («Детский час»).
Сын — Алексей Весёлкин-младший (род. 1990) — актёр театра (РАМТ) и кино. Окончил РАТИ-ГИТИС, актёрский факультет (мастерская А. В. Бородина).
Дочь — Анастасия Весёлкина (род. 2000), актриса кино.

## Работы

### Телевидение
- Будильник (Первая программа ЦТ, 1983—1986), ведущий
- До 16 и старше (Первая программа ЦТ, 1986—1988), ведущий
- Детский час (Первая программа ЦТ, 1988—1989), ведущий
- 50х50 (Первая программа ЦТ, 1-й канал Останкино, 2х2, ОРТ, 1990—1998), ведущий
- Мускул-шоу (2х2, 1991), ведущий
- Игрушки для взрослых (31 канал, 1995), ведущий
- VesёlkиN-магазин (Телеэкспо, 1996—1997), автор, ведущий
- Царь горы (ОРТ/Первый канал, 1999—2003), ведущий
- Охота на Покемона (ОРТ, 2001), ведущий
- Зов предков (СТС, 2004), ведущий, художественный руководитель
- Сделка?! (РЕН ТВ, 2006), ведущий
- Великолепная пятёрка (Звезда, 2007—2008), ведущий
- Опять 25 (Раз ТВ, 2011—2014), ведущий
- Балда (Раз ТВ, 2011—2012), ведущий
- Разные новости (Раз ТВ, 2011—2012), ведущий
- Проще говоря (Раз ТВ, 2012—2013), герой программы (формально — один из ведущих)
- Колба времени (Ностальгия, 2014—2015), ведущий

### Фильмография
- 1976 — Поле перейти
- 1983 — Ромео и Джульетта
- 1984 — Вера. Надежда. Любовь
- 1984 — Всё начинается с любви
- 1984 — Два гусара
- 1984 — Егорка
- 1985 — Дорога к морю
- 1986 — Нужные люди
- 1987 — Наездники
- 1988 — Артистка из Грибова
- 1988 — Дискжокей
- 1988 — Чёрный коридор
- 1991 — Армавир
- 1991 — Женщина для всех
- 1999 — Досье детектива Дубровского
- 2001 — Медики
- 2002 — Смотрящий вниз
- 2005 — Не родись красивой
- 2005 — Кулагин и партнёры
- 2007 — Саквояж со светлым будущим
- 2010 — Всё к лучшему
- 2012 — Всем скорбящим радость
- 2014 — День дурака

### Театр
Актёрские работы
- 2002 — «Лоренцаччо» Альфреда Де Мюссе. Режиссёр: Алексей Бородин — Кардинал Маласпина Чибо
- 2004 — «Волшебник изумрудного города» А. М. Волкова — Железный дровосек
- 2005 — «Инь и Ян. Белая версия»/«Инь и Ян. Чёрная версия» Бориса Акунина. Режиссёр: Алексей Бородин — Эраст Фандорин
- 2005 — «Чисто английское привидение» Е. Нарши по О. Уайльду. Режиссёр: Александр Назаров — Мистер Хирам Б.Отис
- 2005 — «Повелитель мух» У. Голдинга. Режиссёр: Александр Огарёв — Офицер
- 2007 — «Берег утопии». 1 часть. Путешествие. Режиссёр: Алексей Бородин — Барон Ренн, офицер-кавалерист
- «Берег утопии». 2 часть. Кораблекрушение. Режиссёр: Алексей Бородин — Георг Гервег
- «Берег утопии». 3 часть. Выброшенные на берег. Режиссёр: Алексей Бородин — Эрнст Джонс, английский радикал
- «День палтуса». Режиссёр: Роман Самгин
- 2006 — «Гупёшка» Сигарёва. Режиссёр: Антон Яковлев — Леонид
- 2010 — «Алые паруса» Грина. Режиссёр: Алексей Бородин — Меннерс-отец
- 2010 — «Чехов-GALA» Чехова. Режиссёр: Алексей Бородин — Шипучин («Юбилей»)
- 2012 — «Участь Электры» (Юджин О’Нил). Режиссёр: Алексей Бородин — Адам Брант
- 1985 — «Алёша» по киносценарию Г. Н. Чухрая и В. И. Ежова «Баллада о солдате». Режиссёр: Алексей Бородин — Алёша
- «Forever» по А. Ибсену. Режиссёр: Райво Трасс — Гульмундур, отец жениха
- «Тень» Е. Шварца. Режиссёр: Юрий Ерёмин — Доктор

Режиссёрские работы
- 1999 — «Незнайка-путешественник» (совместно с Алексеем Блохиным)
- 2004 — «Волшебник изумрудного города» А. М. Волкова